# Danesha Adams
Danesha LaVonne Adams (* 6. Juni 1986 in Bellflower, Kalifornien) ist eine ehemalige US-amerikanische Fußballspielerin und heutige -trainerin.

## Karriere

### Verein
Sie spielte in den Jahren 2007 und 2008 in der W-League für die Cleveland Internationals und Pali Blues und erzielte dort zusammengenommen in 16 Partien ebenso viele Tore. Danach wechselte Adams zum WPS-Franchise Chicago Red Stars und von dort weiter zum Ligakonkurrenten Philadelphia Independence. Im Jahr 2011 schloss sie sich dem norwegischen Verein Medkila IL an und zog ein Jahr später zu Vittsjö GIK in Schweden weiter. Anfang 2013 wurde Adams als sogenannter Free Agent vom Sky Blue FC verpflichtet. Ihr Ligadebüt gab sie am 14. April 2013 gegen Western New York Flash, am 11. Mai 2013 erzielte sie gegen den Seattle Reign FC ihr erstes Tor in der NWSL. Im November 2013 wurde ihr Wechsel auf Leihbasis zum türkischen Erstligisten Ataşehir Belediyespor bekannt. Nach ihrer Rückkehr in die USA zum Jahresende 2013 wurde Adams während des Expansion Draft 2014 vom neugegründeten NWSL-Teilnehmer Houston Dash ausgewählt, wechselte jedoch nur wenige Tage später im Tausch für Stephanie Ochs zum Ligakonkurrenten Washington Spirit. Im September 2014 wurde sie zunächst von Washington freigestellt, jedoch umgehend vom Portland Thorns FC verpflichtet. Diesen verließ Adams jedoch noch vor Saisonbeginn 2015 und wechselte zu Medkila IL.

### Nationalmannschaft
Adams spielte für die U-20- und U-23-Nationalmannschaft der USA und nahm an der U-20-Weltmeisterschaft 2006 teil. Dort war sie mit drei Treffern erfolgreichste Torschützin ihres Teams. Im gleichen Jahr absolvierte sie gegen Taiwan auch ihr einziges Länderspiel für die A-Nationalmannschaft der USA.